# Nguyen Tri Phuong
 Nguyen Tri Phuong , né en 1806 et mort le 20 novembre 1873 après sa capture par les français était un général indochinois du XIXe siècle.
Général de l'empereur Tu Duc, il est surtout connu pour ses victoires de Siège de Tourane, la campagne de Gia Dinh de 1861 et la défaite lors de la Bataille d'Hanoï,de 1873 où il est blessé.

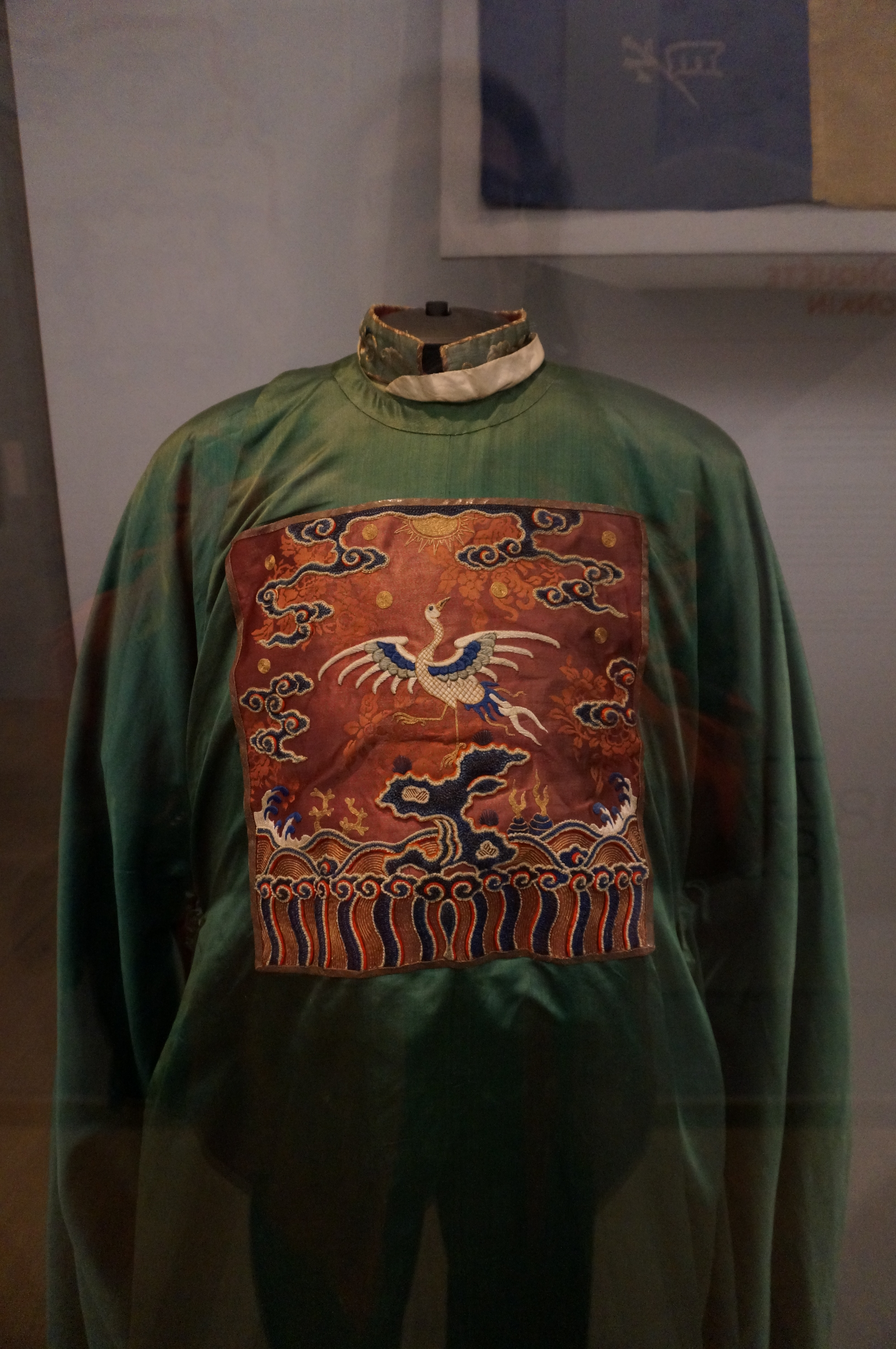
Francis Garnier, Musée de l'armée.

| Tunicelle de mandarin du 2e degré de la dynastie Nguyen prise par le lieutenant de vaisseau Francis Garnier lors de la prise d’Hanoï le 20 février 1873 (Musée de l'Armée, Paris) |